# Liste der Kirchengebäude im Dekanat Roding
Die Liste der Kirchengebäude im ehemaligen Dekanat Roding listet die Kirchengebäude des ehemaligen Dekanat im Bistum Regensburg auf. Es ging zum 1. März 2022 im Dekanat Cham auf. Sein Gebiet gehörte zum  Landkreis Cham.

## Geschichte
Die Pfarre Roding war ursprünglich Teil des Dekanats Cham (alte Schreibweise: Dekanat Kam). Im Jahr 1830 wurde das Dekanat Roding gegründet. Pfarrer Merkel von Stamsried war der erste Dekan, starb aber noch 1830. Sein Nachfolger wurde Pfarrer Höcherl.

## Liste der Kirchengebäude
| Bild | Pfarrkirche                                                   | Ort                                                           | Filialkirchen | Pfarrverband                 |
| ---- | ------------------------------------------------------------- | ------------------------------------------------------------- | --- | ---------------------------- |
|      | Pfarrkirche St. Sebastian                                     | Falkenstein Liste der Baudenkmäler in Falkenstein             | Filialkirche St. Josef in Gfäll Filialkirche St. Peter und Paul in Marienstein Pallottiner-Klosterkapelle zu den Sieben Schmerzen Mariens in Hofstetten | Falkenstein                  |
|      | Pfarrkirche St. Michael                                       | Michelsneukirchen Liste der Baudenkmäler in Michelsneukirchen | Nebenkirche St. Quirin in Quer (Sankt Quirin) | Michelsneukirchen-Schorndorf |
|      | Benefizium St. Ägidius                                        | Dörfling in Michelsneukirchen                                 | | Michelsneukirchen-Schorndorf |
|      | Pfarrkirche Maria Immaculata                                  | Schorndorf Liste der Baudenkmäler in Schorndorf               | Wallfahrtskirche Maria Rosenöd bei Neuhaus Kapelle St. Maria in Radling Kalvarienbergkapelle Maria Hilf bei Thierling | Michelsneukirchen-Schorndorf |
|      | Pfarrkirche St. Laurentius                                    | Rettenbach Liste der Baudenkmäler in Rettenbach               | | Rettenbach-Arrach            |
|      | Benefizium St. Nikolaus                                       | Ebersroith in Rettenbach                                      | | Rettenbach-Arrach            |
|      | Pfarrkirche St. Valentin                                      | Arrach in Falkenstein                                         | Nebenkirche Hl. Familie in Erpfenzell Wallfahrtskapelle bei Arrach (Tannerl-Kapelle) | Rettenbach-Arrach            |
|      | Pfarrkirche St. Pankratius                                    | Roding Liste der Baudenkmäler in Roding                       | Wallfahrtskirche Heilbrünnl Zu Unserer Lieben Frau und St. Maria Magdalena bei Roding Filialkirche St. Peter und Paul in Obertrübenbach (Neue Kirche) Filialkirche St. Ulrich in Wetterfeld Nebenkirche St. Bartholomäus in Kalsing Nebenkirche St. Peter und Paul in Obertrübenbach (Alte Kirche) Nebenkirche St. Johannes der Täufer in Unterlintach Kapelle Zum Gegeißelten Heiland in Regenpeilstein (Klausenkapelle) Josephikapelle mit Annakapelle in Roding Kapelle Hl. Herz Jesu in Zenzing | Roding                       |
|      | Expositur Mariä Sieben Schmerzen                              | Trasching in Roding                                           | Marienkapelle bei Trasching Dorfkapelle in Zimmering | Roding                       |
|      | Pfarrkirche St. Johann Baptist                                | Stamsried Liste der Baudenkmäler in Stamsried                 | Nebenkirche St. Maria und St. Wendelin in Bernried Kapelle St. Florian in Diebersried Dorfkapelle in Großenzenried Feldkapelle bei Kürnberg Wieskapelle in Stamsried Dorfkapelle in Stratwies Kloster der Armen Schulschwestern von Unserer Lieben Frau in Stamsried | Stamsried-Strahlfeld-Pösing  |
|      | Expositur- und Klosterkirche Hl. Dreifaltigkeit               | Strahlfeld in Roding                                          | Filialkirche Hl. Drei Könige und St. Matthäus in Friedersried Dorfkapelle Maria von Lourdes in Thanried Kloster der Missionsdominikanerinnen vom Hl. Herzen Jesu in Strahlfeld | Stamsried-Strahlfeld-Pösing  |
|      | Kuratbenefizium St. Vitus                                     | Pösing Liste der Baudenkmäler in Pösing                       | Kalvarienbergkapelle in Pösing | Stamsried-Strahlfeld-Pösing  |
|      | Pfarrkirche St. Laurentius                                    | Wald Liste der Baudenkmäler in Wald                           | | Wald-Zell                    |
|      | Expositur St. Jakobus Maior                                   | Süssenbach in Wald                                            | Nebenkirche St. Ägidius in Schönfeld (ehemalige Burgkapelle) Nebenkirche St. Georg in Siegenstein (ehemalige Burgkapelle) | Wald-Zell                    |
|      | Pfarrkirche Mariä Himmelfahrt                                 | Zell Liste der Baudenkmäler in Zell                           | Filialkirche St. Florian in Beucherling Filial- und Wallfahrtskirche St. Leonhard in Hetzenbach Filialkirche St. Martin in Martinsneukirchen Dorfkapelle in Beucherling Waldkapelle Hl. Kreuz bei Hetzenbach | Wald-Zell                    |
|      | Pfarrkirche St. Nikolaus (ehemalige Zisterzienserabteikirche) | Walderbach Liste der Baudenkmäler in Walderbach               | Filialkirche St. Maria Magdalena in Kirchenrohrbach Filial- und Klosterkirche Mariä Himmelfahrt in Reichenbach Nebenkirche St. Maria mit dem Kind in Dieberg Nebenkirche St. Maria Margareta in Oberraning | Walderbach-Neubäu            |
|      | Pfarrkirche Mariä Namen                                       | Neubäu in Roding                                              | Filialkirche St. Stephanus in Fronau Steinhäuslkapelle bei Fronau | Walderbach-Neubäu            |